# Marina Radvan
Marina Radvan (n. 27 aprilie 1991) este o tânără din Republica Moldova, de profesie actriță, care din 29 decembrie 2014 este deputată în Parlamentul Republicii Moldova în cadrul fracțiunii Partidului Socialiștilor din Republica Moldova (PSRM) și membră a comisiei parlamentare pentru cultură, educație, cercetare, tineret, sport și mass-media. Ea este președintele organizației de tineret a PSRM.
Marina Radvan a devenit cunoscută în toamna anului 2014 după ce pe internet au apărut câteva fotografii în care ea apare pozând în ipostaze indecente, inclusiv o poză în care mimează sexul oral și o alta poză în care fiind în costum de baie, are scris pe corp în limba rusă mesajul obscen „Ебусь за еду” („Mă f*t pentru mâncare”).
La alegerile parlamentare din 30 noiembrie 2014 din Republica Moldova ea a candidat de pe poziția a 16-a din lista PSRM, devenind deputat în Parlamentul Republicii Moldova de legislatura a XX-a.